# Buscando el norte
Buscando el norte est une série télévisée espagnole produite par Aparte Producciones et diffusée par Antena 3, adaptée du film Perdiendo el norte (On marche sur la tête). Elle met en scène Antonio Velázquez, Belén Cuesta, Elisa Mouliaá, Terele Pávez, entre autres. Elle a été diffusée pour la première fois le 10 février 2016. Le dernier épisode a été diffusé le 6 avril 2016, et son annulation et son non-renouvellement ont été annoncés le 10 juin 2016.

## Épisodes
| Saison | Épisodes | Début           | Fin          | Audience moyenne | Audience moyenne |
| Saison | Épisodes | Début           | Fin          | Spectateurs      | Quota            |
| ------ | -------- | --------------- | ------------ | ---------------- | ---------------- |
| 1      | 8        | 10 février 2016 | 6 avril 2016 | 2 755 000        | 15,3%            |

## Synopsis
Álex (Antonio Velázquez), un infirmier qui, avec sa petite amie Manuela (Elisa Mouliaá), une planificatrice folle qui, au cours des huit années de sa relation avec l'infirmière, a déjà décidé quand et comment il devrait rencontrer ses parents, quand et comment Álex devrait la demander en mariage, quelle bague il devrait lui offrir ou quel prêt hypothécaire il devrait signer, décide d'acheter un appartement. Alors qu'ils venaient de signer l'hypothèque, Alex reçoit un appel de son travail lui annonçant qu'il a été licencié. Sans emploi et sans possibilité de payer l'appartement qu'il vient d'acheter, Alex décide d'aller en Allemagne pour trouver un emploi qui lui permettra de payer l'hypothèque. Sa sœur, également au chômage, l'accompagne dans l'espoir de laisser sa vie derrière elle et de prendre un nouveau départ.

## Distribution
- Antonio Velázquez dans le rôle d'Alejandro "Alex" Ruiz
- Belén Cuesta dans le rôle de Carolina "Carol" Ruiz
- Kimberley Tell dans le rôle de Ulrike Ruiz Köhler
- Manuel Burque dans le rôle de Salvador "Salva" Clemente
- Jorge Bosch dans le rôle de Jaime Carrasco
- Goizalde Núñez dans le rôle de María Jesús "Chus" Soto
- Bárbara Santa-Cruz dans le rôle de Flor Trujillo
- Fele Martínez dans le rôle de Lucas Moreno
- Luis Zahera dans le rôle de Roberto Llamazares
- Silvia Alonso dans le rôle d'Adela Llamazares
- Jesús Carroza dans le rôle d'Arturo Aragonés
- Elisa Mouliaá dans le rôle de Manuela Nogués
- Ferran Rañé dans le rôle de Marcelino Ruiz
- Gillian Apter dans le rôle d'Anke Köhler
- Óscar Ladoire dans le rôle de Ramón Ruiz
- Terele Pávez dans le rôle d'Angelines "Nines"